# Панела (сир)
Сир панела (ісп. Queso Panela) — мексиканський м'який білий сир, також відомий під назвою «сир з білого кошика». До столу його подають теплим.

## Опис
Через характерні відбитки на боках сирної головки часто використовується назва «сир з білого кошика». Сир панела має здатність легко поглинати запахи. Він може бути поданий до столу в якості закуски, а може бути поданий разом з коктейлем. Перед подачею сир попередньо обертають обсмаженими листям авокадо і часниково-перцевою пастою. У книзі «Мексиканська кухня крок за кроком» сир панела називається особливим мексиканським продуктом. Його часто використовують як інгредієнт для приготування страв національної кухні. Сир панела відноситься до категорії свіжих сирів, а для них, як відомо, характерний кисломолочний солонуватий смак і однорідна консистенція, також виробники не ділять м'які сири на сорти.